# Грубна-Ноуе
Грубна-Ноуе (рум. Hrubna Nouă) — село у Фалештському районі Молдови. Входить до складу комуни, адміністративним центром якої є село Таксобень.

## Населення
За даними перепису населення 2004 року у селі проживали 302 особи.
Національний склад населення села:
| Національність | Кількість осіб | Відсоток |
| -------------- | -------------- | -------- |
| росіяни        | 177            | 58,6%    |
| молдавани      | 118            | 39,1%    |
| українці       | 7              | 2,3%     |
| Всього         | 302            | 100%     |